# Jan Łowicki
Jan Łowicki herbu Łabędź (zm. w 1640 roku) – marszałek sejmu nadzwyczajnego w Warszawie w 1624 roku, kasztelan inowrocławski w latach 1633–1640, kasztelan lądzki w latach 1628–1633, podkomorzy brzeskokujawski w latach 1620–1623, sędzia ziemski województwa brzeskokujawskiego w latach 1618–1620, sekretarz królewski od 1610, starosta brzeskokujawski w latach 1623–1630, starosta bobrownicki w 1623 roku, lipiński, starosta gąbiński w 1633 roku, sekretarz królewski w latach 1610–1620.

## Życiorys
Studiował w Krakowie w 1596 roku, w Padwie w 1604 roku, Bolonii  w 1605 roku i w Rzymie w latach 1606–1607, gdzie przed 1606 uzyskał doktorat obojga praw. W 1610 wybrany posłem na sejm przez sejmik w Środzie Wielkopolskiej. Poseł na kolejne sejmy w 1619, 1620 i 1621 (z województwa brzeskokujawskiego i inowrocławskiego), 1623, 1624, 1625, 1626 (dwa), 1627 i 1628, 1631, 1632, 1633.
Poseł województwa brzeskokujawskiego na sejm zwyczajny 1626 roku, deputat na Trybunał Skarbowy Koronny w 1626 roku. Jako poseł na sejm 1620 roku wyznaczony do lustracji dóbr królewskich w Wielkopolsce.
Był elektorem Władysława IV Wazy z województwa kaliskiego w 1632 roku, podpisał jego pacta conventa.